# Stanisław Grąbczewski
Stanisław Grąbczewski (ur. 8 lutego 1901 w Warszawie, zm. 21 listopada 1991 tamże) – polski oficer wojsk pancernych, jeniec oflagu w Woldenbergu, dyrektor w ożarowskiej fabryce kabli.

## Życiorys
Urodził się w rodzinie Aleksandra i jego żony Stanisławy z domu Onuszkiewicz 8 lutego 1901 w Warszawie. Miał dwóch młodszych braci: Tadeusza i Aleksandra. Ukończył eksternistycznie gimnazjum Rontalera na Polnej w Warszawie. Po wybuchu I wojny światowej próbował angażować się w pracę konspiracyjną POW, ale nie został przyjęty ze względu na młody wiek.
W 1918 wraz ze stryjecznym bratem Edwardem (synem Wiktora Grąbczewskiego) zaciągnęli się do wojska polskiego i trafili do formującego się 2 pułku ułanów grochowskich. Służyli w szwadronie rotmistrza Kazimierza Żelisławskiego. Brali udział w bitwie z bolszewikami pod Antopolem oraz Pińskiem. Pod koniec 1919 został awansowany na stopień starszego ułana i wysłany na kurs w szkole podchorążych w Warszawie. Po zakończeniu kursu dostał przydział do 16 pułku ułanów wielkopolskich.
Po zakończeniu wojny został odkomenderowany do Sztabu Generalnego i otrzymał awans na stopień podporucznika. Pracował jako adiutant generała Józefa Rybaka. W 1922 został awansowany na stopień porucznika. Po czterech latach powrócił do służby w 16 Pułku Ułanów Wielkopolskich.
W 1928 ukończył Szkołę Czołgów i Samochodów i w 1930 dostał przydział do 3 Pułku Pancernego w Modlinie. W 1933 został odznaczony Znakiem Pancernym nr 303.
W styczniu 1935 został awansowany do stopnia rotmistrza wojsk pancernych i do wybuchu II wojny światowej był dowódcą kompanii szkolnej.
W 1938 Automobilklub polski zorganizował rajd samochodowy pojazdów terenowych w Puszczy Kampinoskiej. W zawodach tych kapitan Grąbczewski zajął czwarte miejsce jadąc łazikiem Fiat 518.
Po wybuchu wojny brał udział w obronie Warszawy w składzie Grupy pancerno-motorowej Dowództwa Obrony stolicy. Za kampanię wrześniową został odznaczony Srebrnym Krzyżem Virtuti Militari.
Pod koniec września 1939 trafił do oflagu X A Itzehoe, a następnie w marcu 1943 do Woldenbergu.
W marcu 1945 powrócił z niewoli do kraju, przeszedł do cywila i podjął pracę w Państwowym Przedsiębiorstwie Traktorów i Maszyn Rolniczych. W 1945 został aresztowany przez UB pod zarzutem braku nadzoru. Po 15 miesiącach został zwolniony z aresztu i podjął pracę w ożarowskich Zakładach Wytwórczych Kabli Elektrotechnicznych.
Stanisław Grąbczewski był znany ze swojej działalności społecznej. Brał czynny udział w pracach Społecznego Komitetu Budowy Szkoły w Ołtarzewie oraz był przez wiele lat ławnikiem w sądzie w Pruszkowie.

## Życie rodzinne
W 1921 ożenił się z Eugenią, córką Romana Zarzyckiego, który prowadził zakład ogrodniczy w Ołtarzewie. Mieli jedną córką Barbarę, której ojcem chrzestnym został generał Rybak.
Ostatnie lata życia spędził w Domu Wojskowego Emeryta w Warszawie na Bemowie. Zmarł 21 listopada 1991 i pochowany został na cmentarzu żbikowskim.